# Jayden Jaymes
Jayden Jaymes (ur. 13 lutego 1986 w Upland) – amerykańska aktorka filmów pornograficznych i tancerka egzotyczna.

## Życiorys

### Wczesne lata
Urodziła się w Upland w stanie Kalifornia w rodzinie pochodzenia czirokeskiego, angielskiego, irlandzkiego i norweskiego. Jest leworęczna. Wychowywała się z młodszą siostrą i bratem. Przez osiem lat uczyła się baletu. Uczęszczała do college’u na kierunek księgowości i biznesu.

### Kariera
Pracowała jak tancerka egzotyczna, striptizerka i modelka, zanim od listopada 2006 roku w wieku 20 lat zapoczątkowała karierę jako gwiazda porno. Brała udział w produkcjach Brazzers, Bangbros, Twistys, Realitykings i Hustler, a około 210 filmów erotycznych z jej udziałem zostało nominowanych do jednej z najbardziej prestiżowych nagród amerykańskich filmów dla dorosłych – AVN Award.
W 2009 wygrała plebiscyt Fan Poll – NightMoves w kategorii „Najpopularniejsza nowa gwiazda”. Wystąpiła w serialach dokumentalnych: True Life (2009) na MTV w jednym odcinku pt. I’m Addicted to Porn i Rated A for Adult (2011). Pojawiła się również w kilku innych mniejszych rolach w komedii Boobwatch (2011) jako dziewczyna Frankiego i komedii romantycznej A Beer Tale (2012) jako striptizerka ze Scottem Pattersonem.
Była nominowana do AVN Award dla najlepszej nowej gwiazdki w 2009 roku i zdobyła nagrodę AVN dla najlepszej sceny seksu grupowego w 2010 roku. W 2012 roku zdobył aż cztery nominacje do AVN Award w kategoriach: „Najlepsza scena seksu grupowego samych dziewczyn”, „Najlepsza scena seksu oralnego”, „Najlepsza scena seksu grupowego” i „Najlepsza scena seksu triolizmu (dziewczyna/dziewczyna/chłopak)”.
W ogłoszonym przez hiszpański portal 20minutos.es rankingu „Najlepsze aktorki i aktorzy porno” (Mejores actores y actrices porno), w kwietniu 2011 zajęła drugie miejsce, a w maju 2014 zdobyła trzecie miejsce w plebiscycie tegoż portalu „Najlepsze aktorki porno na świecie” (Las Mejores Actrices Porno del Mundo).
Prowadziła własną oficjalną stronę internetową i zarządzała też swoim własnym, niezwykle kontrowersyjnym blogiem, na którym opisywała intymne szczegóły swojego życia, osobistego i zawodowego, a także wzlotami i upadkami biznesu dla dorosłych. Osiedliła się w Nowym Jorku.
W 2019 jej zdjęcie z Johnnym Sinsem trafiło do gazetki jednej z hiszpańskich parafii w Galicji, o czym pisały media w wielu krajach świata.

## Życie prywatne
Była związana z zawodnikiem mieszanych sztuk walki, byłym mistrzem UFC w wadze półciężkiej (do 93 kg) Charlesem Davidem „Chuckiem” Liddellem. Spotykała się też z gitarzystą zespołu rockowego Jane’s Addiction – Davidem M. Navarro i brazylijsko-amerykańskim raperem Jaredem Gomesem.

## Nagrody i nominacje
| Rok  | Nagroda          | Kategoria                                                       | Film                           | Inni wykonawcy | Rezultat  |
| ---- | ---------------- | --------------------------------------------------------------- | ------------------------------ | --- | --------- |
| 2009 | AVN Award        | Najlepsza nowa gwiazdka                                         | –                              | – | Nominacja |
| 2009 | NightMoves Award | Najlepsza nowa gwiazdka wg fanów                                | –                              | – | Wygrana   |
| 2009 | Hot d’Or         | Najlepsza amerykańska gwiazdka                                  | –                              | – | Nominacja |
| 2010 | AVN Award        | Najlepsza złośnica                                              | Curvy Girls 4 (2009)           | – | Nominacja |
| 2010 | AVN Award        | Najlepsza nowa gwiazdka internetowa JaydenJaymesXXX.com         | –                              | – | Nominacja |
| 2010 | AVN Award        | Najlepsza scena seksu grupowego                                 | 2040 (2009)                    | Alektra Blue, Brad Armstrong, Mick Blue, Kayla Carrera, Tory Lane, TJ Cummings, Jessica Drake, Kaylani Lei, Marcus London, Mikayla Mendez, Rocco Reed i Randy Spears | Wygrana   |
| 2010 | AVN Award        | Najlepsza scena seksu triolizmu samych dziewczyn                | Sweet Cheeks 11 (2009)         | Mason Moore i Nikki Sexx | Nominacja |
| 2011 | AVN Award        | Najlepsza złośnica                                              | Jayden Jaymes Unleashed (2010) | – | Nominacja |
| 2011 | AVN Award        | Najlepsza cała realizacja                                       | Jayden Jaymes Unleashed (2010) | – | Nominacja |
| 2011 | AVN Award        | Najlepsza premiera internetowa                                  | PUBA Real Life: Jayden Jaymes  | – | Nominacja |
| 2012 | AVN Award        | Najlepsza scena seksu grupowego samych dziewczyn                | Prison Girls (2011)            | McKenzie Lee i Phoenix Marie | Nominacja |
| 2012 | AVN Award        | Najlepsza scena seksu oralnego                                  | Massive Facials 3 (2011)       | Billy Banks, Chad Diamond, Chris Strokes, Eric John, Hooks, Jason Brown, Johnny Fender, Jon Jon i Julius Ceazher                                                     | Nominacja |
| 2012 | AVN Award        | Najlepsza scena seksu grupowego                                 | Gangbanged 2 (2011)            | Brock Adams, James Deen, Jon Jon, Erik Everhard, Criss Strokes, Danny Mountain i John Strong                                                                         | Nominacja |
| 2012 | AVN Award        | Najlepsza scena seksu triolizmu (dziewczyna/dziewczyna/chłopak) | Party Girls (2011)             | Manuel Ferrara i Jenna Presley | Nominacja |
| 2014 | AVN Award        | Najlepsze ciało wg fanów                                        | –                              | – | Wygrana   |
| 2014 | AVN Award        | Niedoceniona gwiazdka roku                                      | –                              | – | Nominacja |
| 2015 | XBIZ Award       | Najlepsza scena seksu samych dziewczyn                          | Ladies Night (2014)            | Anissa Kate i Totti | Nominacja |
| 2015 | NightMoves Award | Najlepsze piersi                                                | –                              | – | Nominacja |